# Ieva Kokoreviča
Ieva Kokoreviča (Riga, 9 luglio 1985) è una modella lettone, Miss Lettonia nel 2005.

## Biografia
Nata a Riga il 9 luglio 1985, figlia di Aija e Juris e sorella minore di Jānis, Ieva Kokoreviča ha frequentato la scuola materna dai 3 ai 7 anni, ha quindi frequentato la scuola media n. 64 di Riga, dove ha iniziato a studiare danza moderna con Nina Salgale e in seguito ha continuato con Egils Šmagras, fino all'età di 12 anni, quando ha dovuto smettere di ballare.
Dopo le medie, si è iscritta al ginnasio. Diplomatasi ha frequentato diverse università, studiando un anno in due.
Nel 2005 vince il concorso Miss Universo Lettonia e partecipa al concorso di Miss Universo 2005 classificandosi settima. Ieva Kokoreviča è stata la prima rappresentante della Lettonia a Miss Universo, non tenendo conto di Evija Stalbovska che aveva rappresentato l'Unione Sovietica nel 1990.
Dopo il concorso ha ricevuto molte offerte come modella, ha continuato a studiare all'università e si è trasferita per un anno a Londra, lavorando per un'agenzia di proprietà degli U2. A Londra ha fondato la Cultural and Charity Foundation - Cultural Bridges International assieme a Eric Jacobson. Nel 2007 è stata candidata per il titolo di Lūcijas e nel 2008 ha vinto il Gran Premio del Laboratorio del Pensiero Dinamico.